# Arques-la-Bataille
Arques-la-Bataille és un municipi francès situat al departament del Sena Marítim i a la regió de Normandia. L'any 2007 tenia 2.527 habitants.

## Demografia

### Població
El 2007 la població de fet d'Arques-la-Bataille era de 2.527 persones. Hi havia 1.056 famílies de les quals 286 eren unipersonals (75 homes vivint sols i 211 dones vivint soles), 365 parelles sense fills, 327 parelles amb fills i 78 famílies monoparentals amb fills.
La població ha evolucionat segons el següent gràfic:
Habitants censats

### Habitatges
El 2007 hi havia 1.147 habitatges, 1.078 eren l'habitatge principal de la família, 20 eren segones residències i 48 estaven desocupats. 837 eren cases i 256 eren apartaments. Dels 1.078 habitatges principals, 652 estaven ocupats pels seus propietaris, 412 estaven llogats i ocupats pels llogaters i 14 estaven cedits a títol gratuït; 7 tenien una cambra, 97 en tenien dues, 191 en tenien tres, 364 en tenien quatre i 419 en tenien cinc o més. 698 habitatges disposaven pel capbaix d'una plaça de pàrquing. A 508 habitatges hi havia un automòbil i a 365 n'hi havia dos o més.

### Piràmide de població
La piràmide de població per edats i sexe el 2009 era:
| Homes | Edats   | Dones |
| ----- | ------- | ----- |
| 0     | 95 o +  | 8     |
| 8     | 90 a 94 | 12    |
| 28    | 85 a 89 | 40    |
| 16    | 80 a 84 | 32    |
| 40    | 75 a 79 | 52    |
| 72    | 70 a 74 | 100   |
| 76    | 65 a 69 | 92    |
| 68    | 60 a 64 | 72    |
| 52    | 55 a 59 | 84    |
| 72    | 50 a 54 | 68    |
| 92    | 45 a 49 | 80    |
| 92    | 40 a 44 | 104   |
| 76    | 35 a 39 | 76    |
| 96    | 30 a 34 | 108   |
| 92    | 25 a 29 | 80    |
| 64    | 20 a 24 | 48    |
| 80    | 15 a 19 | 76    |
| 40    | 10 a 14 | 92    |
| 76    | 5 a 9   | 76    |
| 72    | 0 a 4   | 32    |

## Economia
El 2007 la població en edat de treballar era de 1.521 persones, 1.133 eren actives i 388 eren inactives. De les 1.133 persones actives 998 estaven ocupades (519 homes i 479 dones) i 135 estaven aturades (57 homes i 78 dones). De les 388 persones inactives 156 estaven jubilades, 97 estaven estudiant i 135 estaven classificades com a «altres inactius».

### Ingressos
El 2009 a Arques-la-Bataille hi havia 1.076 unitats fiscals que integraven 2.581 persones, la mediana anual d'ingressos fiscals per persona era de 17.231 €.

### Activitats econòmiques
Dels 84 establiments que hi havia el 2007, 3 eren d'empreses alimentàries, 1 d'una empresa de fabricació de material elèctric, 5 d'empreses de fabricació d'altres productes industrials, 8 d'empreses de construcció, 17 d'empreses de comerç i reparació d'automòbils, 4 d'empreses de transport, 9 d'empreses d'hostatgeria i restauració, 1 d'una empresa d'informació i comunicació, 6 d'empreses financeres, 1 d'una empresa immobiliària, 9 d'empreses de serveis, 13 d'entitats de l'administració pública i 7 d'empreses classificades com a «altres activitats de serveis».
Dels 21 establiments de servei als particulars que hi havia el 2009, 1 era una oficina de correu, 1 una oficina bancària, 1 guixaire pintor, 3 fusteries, 2 lampisteries, 1 electricista, 5 perruqueries, 6 restaurants i 1 saló de bellesa.
Dels 8 establiments comercials que hi havia el 2009, 1 era una gran superfície de material de bricolatge, 1 una botiga de més de 120 m², 2 fleques, 2 carnisseries i 2 floristeries.
L'any 2000 a Arques-la-Bataille hi havia 7 explotacions agrícoles que ocupaven un total de 342 hectàrees.

## Equipaments sanitaris i escolars
El 2009 hi havia 1 centre de salut, 1 farmàcia i 1 ambulància.
El 2009 hi havia 1 escola maternal i 1 escola elemental.

## Poblacions més properes
El següent diagrama mostra les poblacions més properes.